# Dzogchen Ranyak Patrül Rinpoché
Rinpoché, Tulkou, Khenpo
Dza Patrül Rinpoché
Dzogchen Ranyak Patrul Rinpoché (tibétain : རྫོགས་ཆེན་ར་ཉག་དཔལ་སྤྲུལ་རིན་པོ་ཆེ, Wylie : rdzogs chen ra nyag dpal sprul rin po che (né en 1963), est un lama tibétain, enseignant et auteur de l'école nyingma du bouddhisme tibétain. Il est le fondateur du centre Dzogchen de Belgique, une branche du monastère Dzogchen au Tibet.

## Biographie
Dzogchen Ranyak Patrul Rinpoché est né près de Rutam Orgyen Samten Chöling (monastère de Dzogchen) au centre du Kham, à l'est du Tibet, en 1963,. Sa mère descendait de la famille de son incarnation précédente, son père s'appelait Drupa. Comme jeune enfant déjà il montrait d'excellentes capacités pour apprendre rapidement et sans effort. Vers la fin de son enfance il commença ses études au monastère de Dzogchen où il étudia les rituels tantriques. On lui assigna ensuite la position de chöchen, c'est-à-dire grand maître des rituels (chöpon). En même temps il participa à la reconstruction du monastère de Dzogchen en dessinant, peignant et créant des masques. Par la suite, il continua ses études à l'université de Dzogchen Shri Singha où il suivit le programme d'enseignement traditionnel, des pratiques des trois bases de la discipline jusqu'aux tantras les plus élevés. Il s'engagea dans la pratique de l'écoute, de la réflexion et de la méditation qui lui permit d'acquérir la connaissance des grands commentaires indiens et l'expérience méditative. Il dompta le courant de sa conscience par la pratique de la discipline.
Il a eu pour enseignants de grands maîtres tels que Khenchen Dechen Namdröl, Drukpa Rinpoché et Shapchoke Pema Kalsang Rinpoché. Il continua son activité éveillée au monastère de Drupong Dzogchen (le monastère Dzogchen dans le sud de l'Inde), où il enseigna en tant que khenpo pendant quatre ans et fonda un centre de Dharma du Véhicule de Diamant du Nyingthik. C'est à ce moment-là que Choktrul Sogyal Rinpoché lui offrit le titre de suprême Dorjé Lopön (maître de rituel) et lui demanda de rester au siège externe du monastère Dzogchen pour une longue période. En même temps Mindroling Trichen Rinpoché et Shapchoke Dzogchen annoncèrent qu'il était l'authentique réincarnation du tulku précédent, la 3e réincarnation de Dza Patrul Rinpoché, et lui offrirent le titre couronne de détenteur des enseignements de Drupe Ongshuk Gyalwa Dzogchenpa.

## Reconnaissance et intronisation
Dzogchen Ranyak Patrul Rinpoché a été officiellement reconnu comme la 4e réincarnation de Dza Patrul Rinpoché (3e réincarnation de Ranyak Patrul) le 7 avril 1997 par Mindroling Trichen Rinpoché, responsable de l'école Nyingma  à cette époque. Cette lettre affirmait également qu'il y aurait des obstacles à l'activité de Ranyak Patrul Rinpoché et Mindroling Trichen Rinpoché spécifiait les pratiques à effectuer à Dzogchen. Dzogchen Jikme Losal Wangpo Rinpoché (la réincarnation actuelle de Dzogchen Rinpoché) écrivit une lettre avec des prières d'aspiration pour le développement des activités de Patrul Rinpoché pour le bien des enseignements et de tous les êtres. En 1999, le 14e dalaï-lama écrivit une lettre soutenant les lettres de reconnaissance de Mindrolling Trichen Rinpoché et de Dzogchen Rinpoché,.
Pema Kalzang Rinpoché effectua la cérémonie d'intronisation le 11 juin 2000 à Bruxelles et écrivit une lettre affirmant que Ranyak Patrul Rinpoché faisait partie des enseignants tibétains du Dzogchen et que lui-même agissait en tant que représentant de tous les autres maîtres Dzogchen de la vallée de Dzogchen qui ne pouvaient être présents à cette occasion. Tulku Dakpa Rinpoché participa à cette cérémonie.

## Projets altruistes
En Occident, Patrul Rinpoché poursuit des activités  pour le bien des êtres et de propager les enseignements du Bouddha dans le monde. Quelques-uns de ses projets sont:
- L'Institut Zangdok Palri en Occident - propose deux types de cours: un cours universitaire en six années pour pratiquants du Dzogchen et un cours d'études générales bouddhistes[2],[7].
- Le temple Zangdok Palri au Tibet - qui a été inauguré en 2010. Il s'agit d'un projet de préservation de la culture et de la religion tibétaines[8],[9].
- École primaire Sambhota - qui donne une éducation de base à des enfants issus de familles défavorisées[10].
- Le groupe de traduction Sambhota - préservation, traduction et distribution des enseignements précieux du Bouddha, et tout particulièrement ceux du cycle du Longchen Nyingthik[11].
- Wisdom Treasury Publishing House - imprime un grand nombre de textes bouddhistes tibétains, surtout à partir du cycle Longchen Nyingthik, en tibétain et en langues occidentales.

En outre, Rinpoché se déplace tout au long de l'année pour enseigner dans les centres Semrig qu’il a fondés en Europe (Allemagne, Belgique, Bulgarie, Danemark, Géorgie, Lettonie, Luxembourg, Pays-Bas, Pologne, Portugal, Royaume-Uni, Russie, Suède, Suisse, Ukraine) et en Asie (Japon).

## Publications
En anglais:
- Dzogchen Ranyak Patrul Rinpoche, The True Words of the Great Rishi, Bruxelles, Belgique: Wisdom Treasury, 2008  (ISBN 978-2-930447-06-3)
- Dzogchen Ranyak Patrul Rinpoche, The Jewel Staircase to Liberation: A Brief Preliminary Practice, Bruxelles, Belgique: Wisdom Treasury, 2012
- La série du cours en six années pour pratiquants du Dzogchen:
  - Dzogchen Ranyak Patrul Rinpoche, Searching for Self-Liberation, Bruxelles, Belgique: Wisdom Treasury, 2006 (Livre pour la première année)
  - Dzogchen Ranyak Patrul Rinpoche, Self-Liberation of Great Beings, Bruxelles, Belgique: Wisdom Treasury, 2006  (ISBN 978-2-930447-02-5) (Livre pour la deuxième année)
  - Dzogchen Ranyak Patrul Rinpoche, Great Oral Transmission of Self-Liberation, Bruxelles, Belgique: Wisdom Treasury, 2012  (ISBN 978-2-930447-01-8) (Livre pour la troisième année)

En russe:
- Дзогчен Раньяк Патрул Ринпоче, Истинные Слова Великого Риши, Bruxelles, Belgique: Wisdom Treasury, 2008  (ISBN 978-5-94121-046-6)